# Um Método Perigoso
Um Método Perigoso (em inglês:  A Dangerous Method) é um filme de gênero drama e suspense lançado em 2012, é dirigido pelo diretor David Cronenberg e tem Keira Knightley, Michael Fassbender e Viggo Mortensen no elenco.
O filme foi exibido em primeira mão no Festival de Veneza de 2011 e conquistou uma indicação ao Globo de Ouro de Melhor Ator Coadjuvante para Mortensen.

## Sinopse
Em 1907, Sigmund Freud (Viggo Mortensen) e Carl Jung (Michael Fassbender) iniciam uma parceria que iria mudar o rumo das ciências da mente assim como o das suas próprias vidas. Seis anos depois, tudo isso se altera e eles tornam-se antagónicos, tanto no que diz respeito às suas considerações científicas como no que se refere às questões de foro íntimo. Entre os dois, para além das divergências de pensamento, surge Sabina Spielrein (Keira Knightley), uma jovem russa de 18 anos internada no Hospital Psiquiátrico de Burgholzli. Com diagnóstico de psicose histérica e tratada através dos recentes métodos psicanalíticos, ela torna-se paciente e amante de Jung e, mais tarde, em colega e confidente de Freud. Isto, antes de se tornar numa psicanalista de renome.
Realizado por David Cronenberg ("eXistenZ", "Crash"), "Um Método Perigoso" é baseado na peça "The Talking Cure", do dramaturgo e argumentista inglês, nascido nos Açores, Christopher Hampton, inspirada na obra de John Kerr.

## Elenco
- Keira Knightley - Sabina Spielrein
- Michael Fassbender - Carl Jung
- Viggo Mortensen - Sigmund Freud
- Vincent Cassel - Otto Gross
- Sarah Gadon -  Emma Jung
- André Hennicke - Professor Eugen Bleuler
- Christian Serritiello - Oficial